# ブラモス (ミサイル)
ブラモス（露：БраМос 英：BrahMos）は、ロシアとインドによって共同開発されている超音速巡航ミサイルである。

## 概要
PJ-10 ブラモスは、ロシアの対艦ミサイル「P-800 オーニクス」（NATOコードネーム：SS-N-26）をベースに開発が始められた。マッハ2-3で飛翔し、命中精度も高いという。陸海空・潜水艦のいずれからも発射できる。ブラモスは、固体燃料ブースターと液体（推進剤）ラムジェットエンジンで構成。コンピュータと誘導システムはインドによって設計され、ロシアは推進システムを提供した。射程は300km、弾頭重量は450kgであるという。
ブラモスは、海軍艦艇からの運用も検討されているほか、Su-30MKI フランカーHのような航空機からも発射可能とされている。2003年2月12日よりラージプート級駆逐艦「ラージプート」で発射試験が実施されたほか、2019年にはインド空軍のSu-30MKIからの発射に成功したと発表された。また、2019年8月には、インド海軍が沿岸防衛のためブラモス地対艦ミサイル部隊を配備する計画が発表された。2020年1月20日、インド空軍の第222飛行隊が初めてブラモスを装備する飛行隊となった。

## テスト
- 2001年6月 - 発射実験、成功。
- 2002年4月 - 発射実験、成功。
- 2003年2月12日 - ベンガル湾で発射実験、成功。
- 2003年10月29日 - 東部オリッサ州で発射実験、成功。
- 2005年12月1日 - Baleswarから15km離れたChandipurの射場で11度目の試射、成功（実戦仕様のミサイルと、移動式の指揮管制装置と発射機を使用した）。
- 2008年12月18日 - ベンガル湾艦上から発射実験に成功[7]。
- 2009年1月20日 - ラージャスターン州で発射実験に成功[8]。
- 2010年12月2日 - 東部オリッサ州沖ベンガル湾の艦上から発射実験に成功[9]。
- 2011年12月9日 - バルト海で行われた発射実験が成功。ミサイルは、インド海軍向けに建造されているフリゲート艦から発射された。
- 2019年 - 国防省 (インド)は地上設備とSu-30MKIからブラモスの発射に成功したと発表した[4]。

## 輸出
- フィリピン

2022年1月14日、フィリピンとインドとの間でブラモスの調達が合意され、28日には製造元のブラモス・エアロスペースに発注が行われた。開発国以外への輸出としては初の契約である。

## ギャラリー

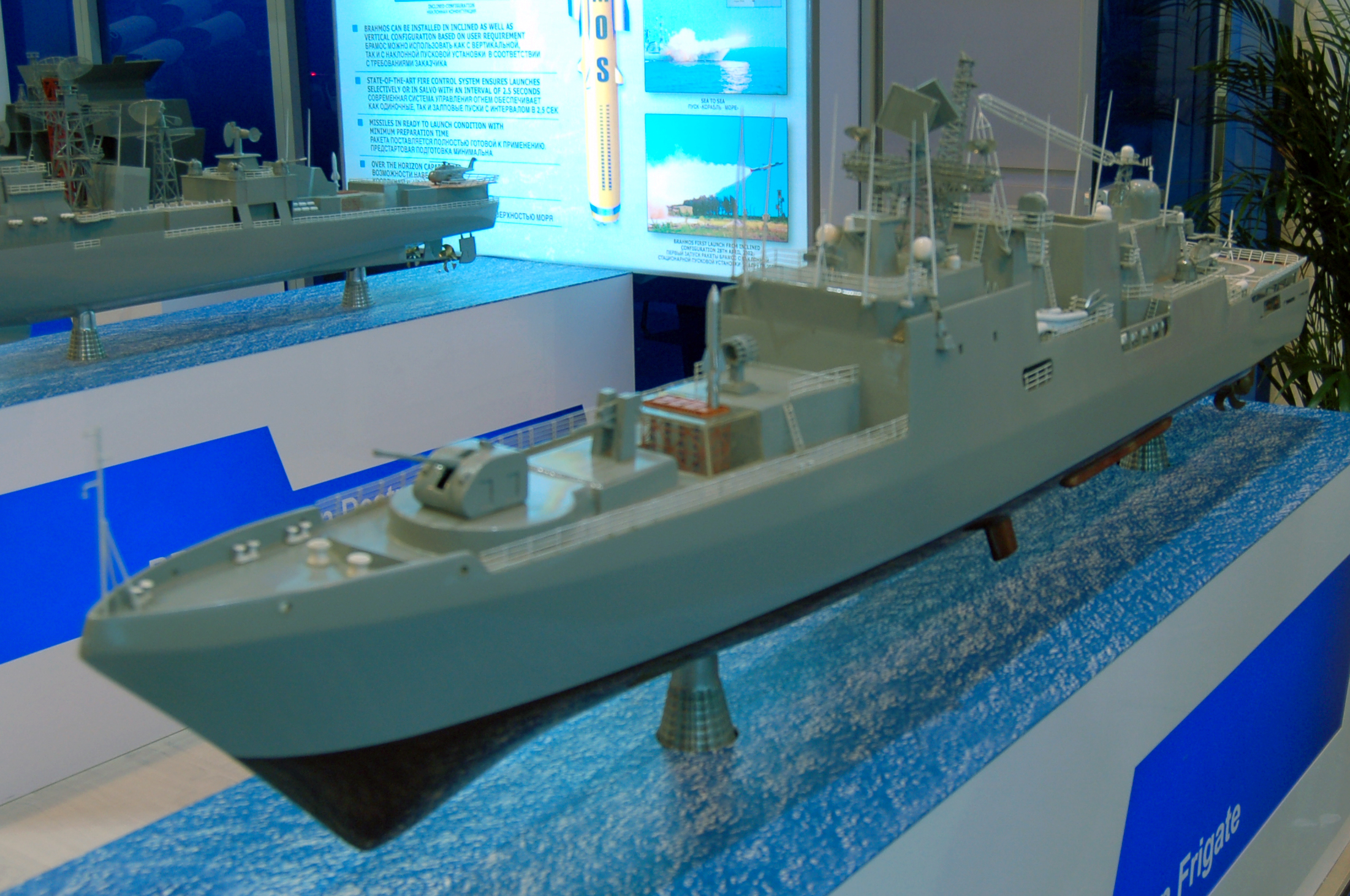
ブラモスを垂直発射するフリゲート艦の模型
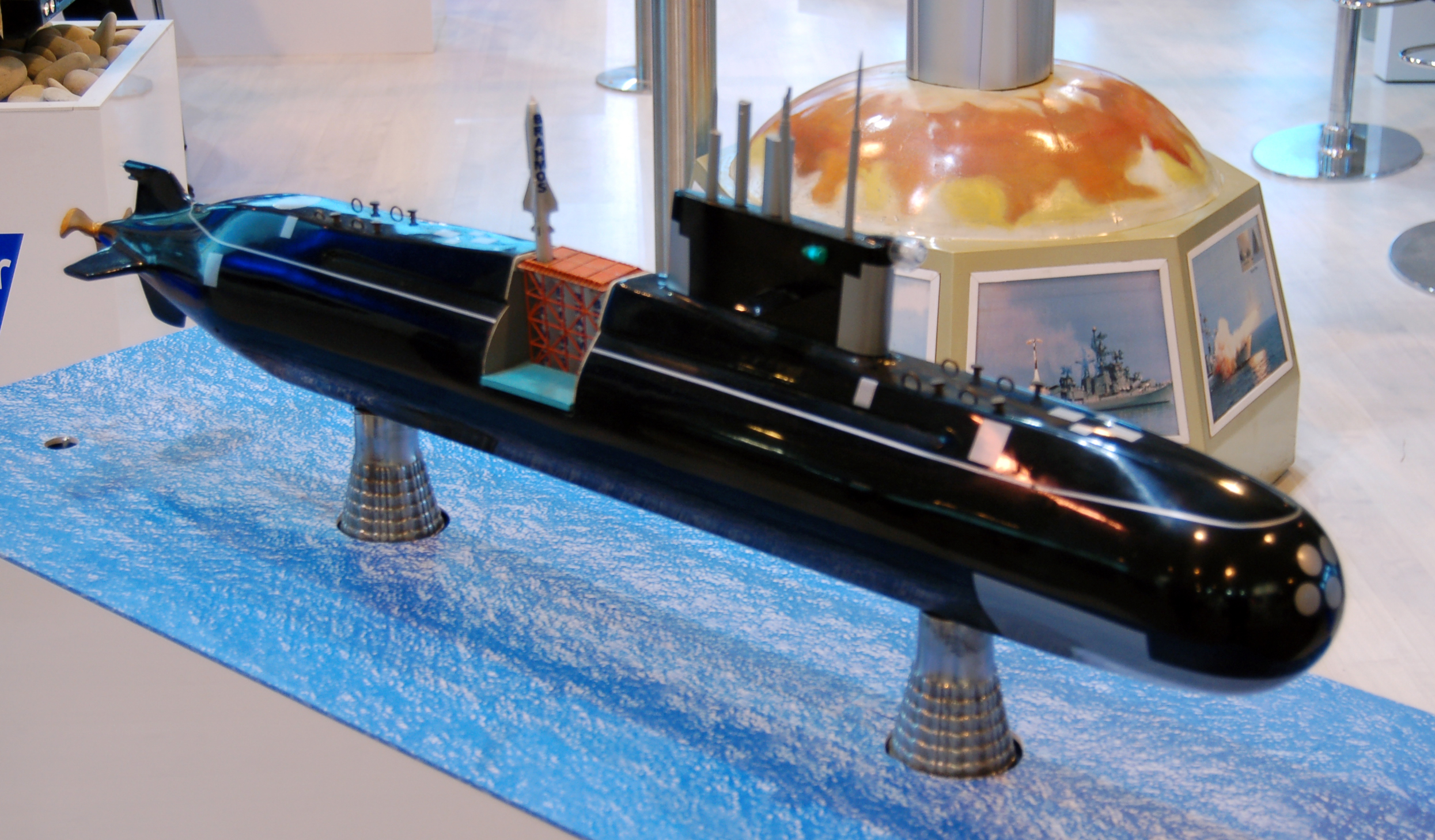
ブラモスを搭載する予定のロシアのアムール型潜水艦
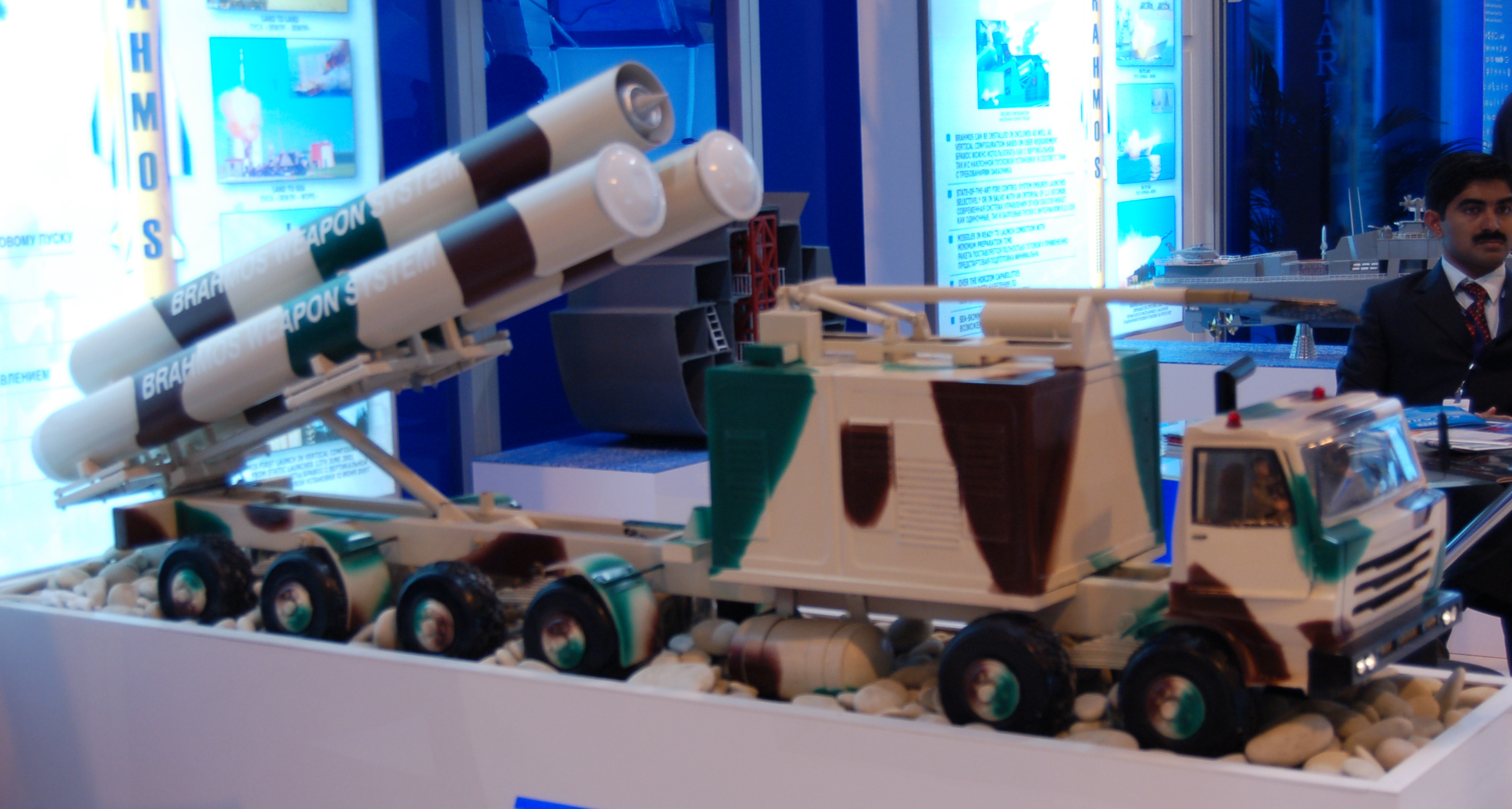
インド陸軍の地上発射装置の模型
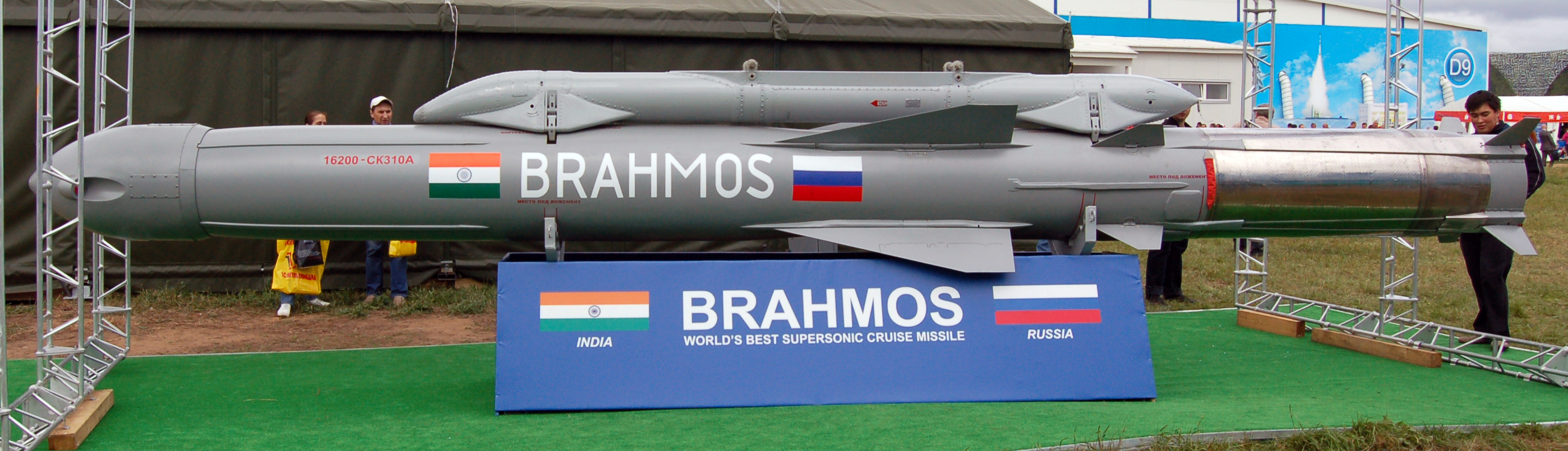
航空機発射型のブラモス
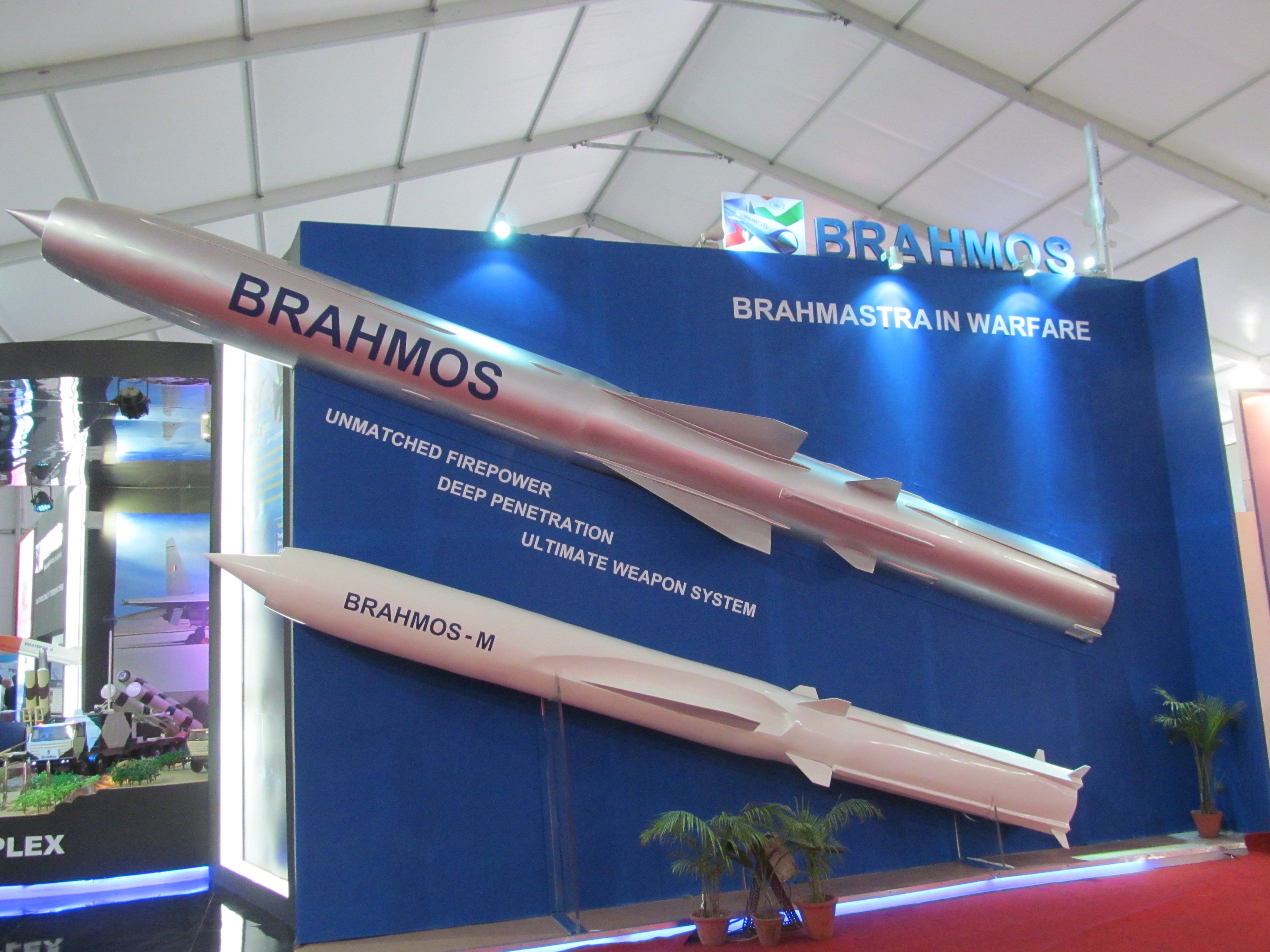
ブラモスと、小型化されたブラモスM